# Savannah Smiles
Savannah Smiles é um filme de comédia do ano de 1982 estrelado por Bridgette Andersen, Donovan Scott, Mark Miller, quem também escreveu o filme, Peter Graves e Barbara Stranger.

## Enredo
O filme gira em torno de uma menina de seis anos chamada Savannah (Bridgette Andersen) cujo pai está sendo executado para o Senado dos Estados Unidos. Pelos pais não prestarem atenção em Savannah, ela decide fugir, deixando uma nota antes da sua fuga. Infelizmente, o seu pai, temendo a nota pode prejudicar as suas chances de ganhar a eleição, queimá-lo, dizendo a empregada para não contar a ninguém. Quando a tia pega Savannah elas vão para o parque, Savannah muda de carro os dois acabam escapando (e incompetente) condenados (Miller e Scott). Os condenados levam-a para dentro da prisão e logo descobrem que o pai colocou uma recompensa de $100.000 dólares para seu retorno seguro. Inesperadamente, eles crescem perto dela, e Savannah encontra o amor e atenção que ela sempre desejou. Os condenados organizam-se para devolvê-la, com a ajuda do padre da família (Noriyuki "Pat" Moirita), mas ela fica perdida nas montanhas. Os condenados recusam a oportunidade de escapar, a fim de procurá-la e trazê-la de volta em segurança, se entregar ao padre e a polícia.

## Lançamentos em VHS e DVD
Savannah Smiles foi lançado nas fitas VHS e Laserdisc em 1982 pela Embassy Home Entertainment, mas desde então ficou fora de catálogo.
O lançamento mais recente do DVD foi emitida em 26 de setembro de 2006 pela Anchor Bay, sob licença da Savannah Smiles Productions e StudioCanal (detentor dos direitos atuais da biblioteca teatral na Embaixada).